# Liste der befahrbaren Pässe der Sierra Nevada
Diese Liste befahrbarer Pässe in der Sierra Nevada im US-Bundesstaat Kalifornien enthält alle asphaltierten Passstraßen, welche den Hauptkamm des Gebirges überqueren.
Im Verlauf des rund 650 Kilometer langen Gebirgszuges überqueren diesen nur 12 Passstraßen, welche sich zum überwiegenden Teil im Norden des Gebiets befinden. Zwischen Tioga Pass und dem wenig genutzten Sherman Pass ist der Gebirgszug für Fahrzeuge auf einer Strecke von mehr als 300 Kilometern unüberwindlich. Die planmäßigen Schließungen der Highways 4, 108 und 120 und witterungsbedingte ungeplante Sperrungen der Highways 88 und 89 limitiert die Anzahl der Übergänge im Winter erheblich.
| Name            | Höhe in Metern | Erschließung                                | Wasserscheide I (West)       | Wasserscheide II (Ost) |
| --------------- | -------------- | ------------------------------------------- | ---------------------------- | ---------------------- |
| Fredonyer Pass  | 1.753          | State Route 36                              | North Fork Feather River     | Susan River            |
| Beckwourth Pass | 1.591          | State Route 70 / Western Pacific Railroad   | Middle Fork Feather River    | Long Valley Creek      |
| Donner Summit   | 2.210          | Interstate 80                               | South Yuba River             | Truckee River          |
| Donner Pass     | 2.151          | Donner Pass Road / Central Pacific Railroad | South Yuba River             | Truckee River          |
| Echo Summit     | 2.250          | U.S. Highway 50                             | South Fork American River    | Truckee River          |
| Luther Pass     | 2.359          | State Route 89                              | South Fork American River    | West Fork Carson River |
| Carson Pass     | 2.613          | State Route 88                              | South Fork American River    | West Fork Carson River |
| Ebbetts Pass    | 2.663          | State Route 4                               | North Fork Mokelumne River   | East Fork Carson River |
| Sonora Pass     | 2.933          | State Route 108                             | Middle Fork Stanislaus River | West Fork Walker River |
| Tioga Pass      | 3.031          | State Route 120                             | Tuolumne River               | Lee Vining Creek       |
| Sherman Pass    | 2.804          | Sherman Pass Road                           | Kern River                   | South Fork Kern River  |
| Walker Pass     | 1.600          | State Route 178                             | South Fork Kern River        |                        |

- Karte mit allen verlinkten Seiten:
- OSM |
- WikiMap